# Brooksville (Floride)
Pour les articles homonymes, voir Brooksville.
La ville de Brooksville est le siège du comté de Hernando, situé en Floride, aux États-Unis.
La ville est nommée en l'honneur de Preston Brooks (en), un homme politique de Caroline du Sud.

## Démographie
| 1890 | 1900 | 1910 | 1920  | 1930  | 1940  |
| ---- | ---- | ---- | ----- | ----- | ----- |
| 512  | 641  | 979  | 1 011 | 1 405 | 1 607 |

| 1950  | 1960  | 1970  | 1980  | 1990  | 2000  |
| ----- | ----- | ----- | ----- | ----- | ----- |
| 1 818 | 3 301 | 4 060 | 5 582 | 7 440 | 7 264 |

| 2010  | - | - | - | - | - |
| ----- | - | - | - | - | - |
| 7 719 | - | - | - | - | - |

Selon le recensement de 2010, Brooksville compte 7 719 habitants. La municipalité s'étend sur 10,93 milles carrés (28,31 km2), dont 10,83 milles carrés (28,05 km2) de terres.

## Personnalités liées
- Preston Brooks (en)
- Jerome Brown
- Margaret Dreier Robins
- Charles Sumner
- Bray Wyatt